# Tyske Ludder
Tyske Ludder é uma banda alemã de EBM. Os seus membros são Claus Albers, Olaf A. Reimers e Ralf Homann.
A banda foi formada no inicio da década de 90 sendo uma das pioneiras do EBM. Porém, este estilo for adoptado progressivamente e acabou mesmo por levar a algumas divergências no seio da banda, o que viria a originar uma pausa no projecto por volta do ano 2000. Em 2004 dá-se o regresso e Tyske Ludder começa a trabalhar em novo material e novos concertos. Em 2005 a banda assina pela editora Blackrain com a qual continua até hoje, tendo produzido três novos albuns e lançado novas edições dos dois anteriores.
A frase Tyske Ludder, tem origem no dinamarquês e norueguês e quando directamente traduzida, significa "Puta Alemã" (Tyske: Alemã, Ludder: Puta). Esta expressão era comum nesses países para descrever uma mulher nativa que se envolvesse românticamente com um soldado alemão durante a Segunda Guerra Mundial.
A temática das suas músicas centra-se essencialmente em torno da guerra na Jugoslávia, domínio norte-americano e tecnologia.
Em 2008 tocaram no Infest em Bradford. Em Maio de 2009 tocaram no Wave-Gotik-Treffen em Leipzig e no M'era Luna Festival em Hildesheim Germany. Em 2011 e 2012, tocaram novamente no M`era Luna.

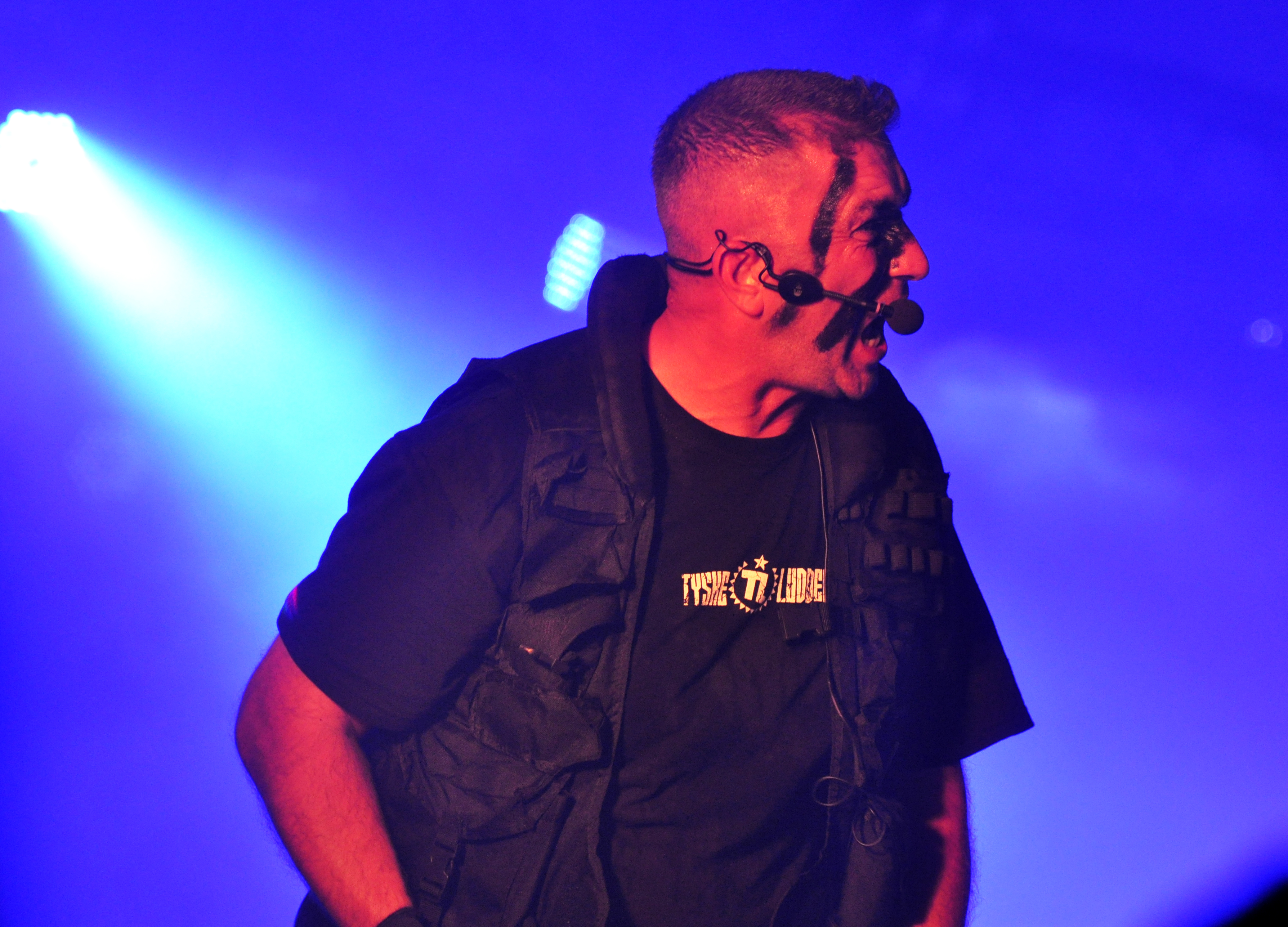
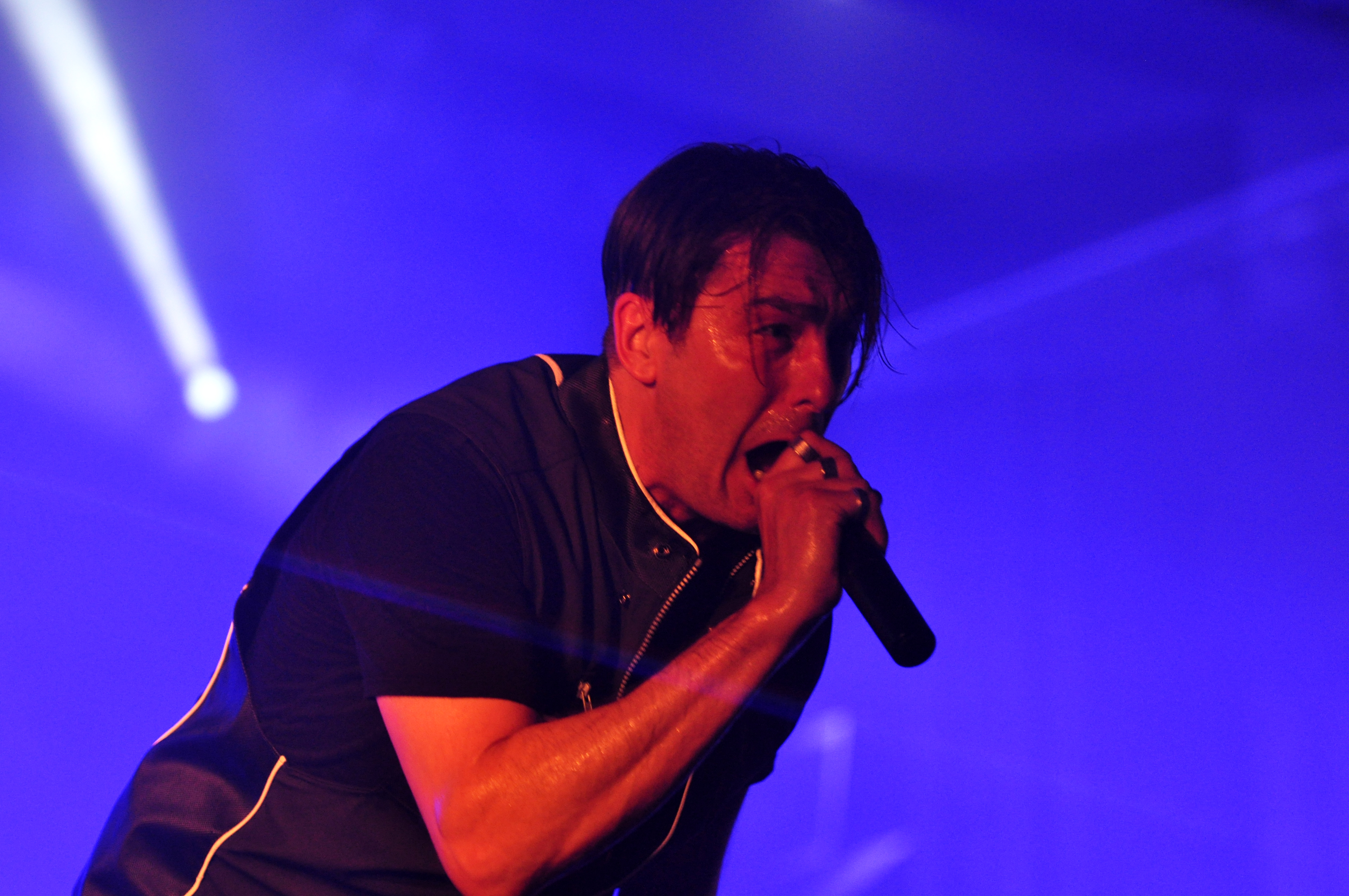
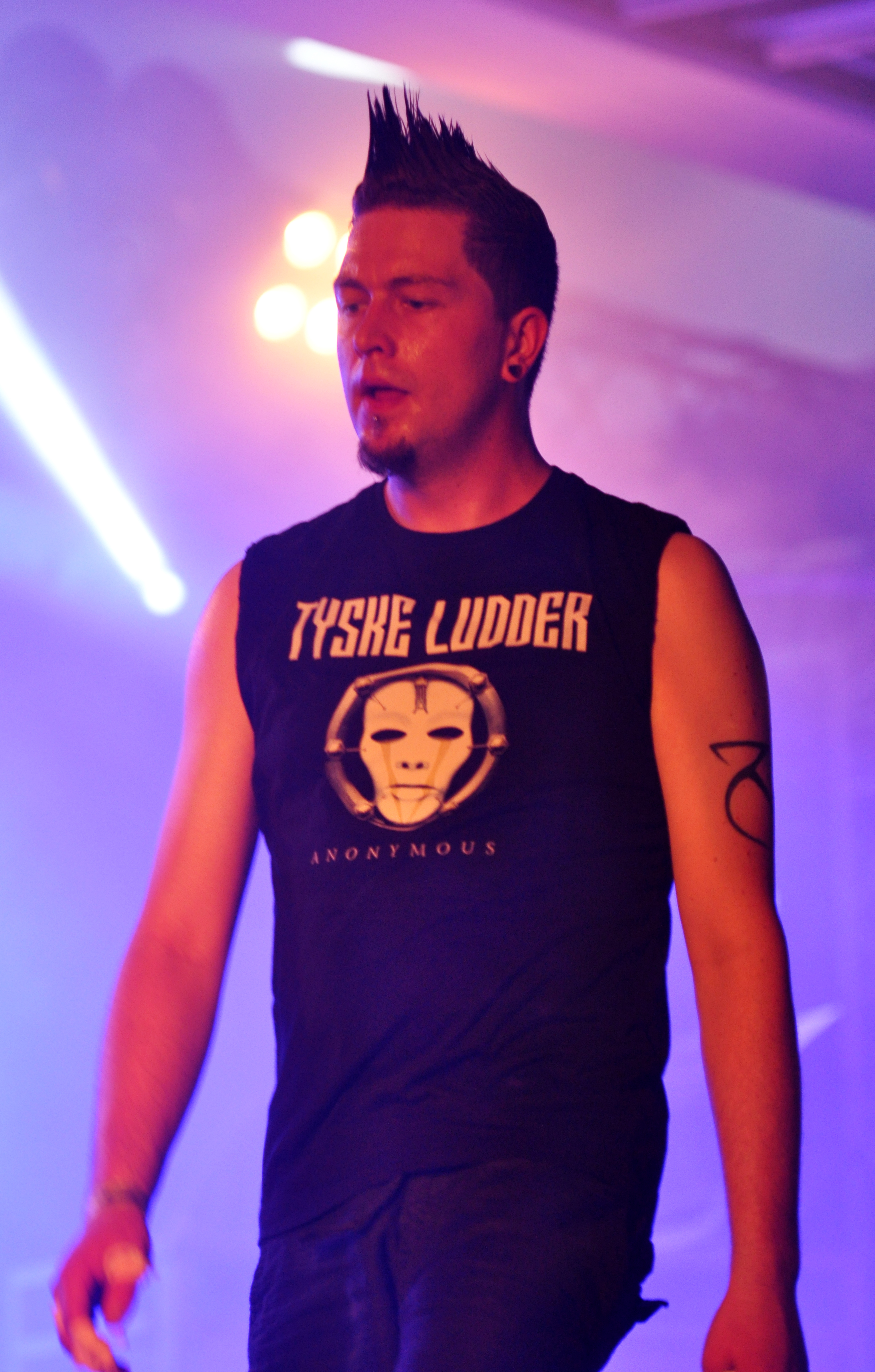

Tyske Ludder, Amphi-Festival 2013

## Discografia

### Álbuns
- 1994: Bombt die Mörder? – KM-MUSIK
- 1995: Dalmarnock – KM-MUSIK
- 2006: Союз (Sojus) – Black Rain
- 2006: Bombt die Mörder? – Re-Release with many remixes at Black Rain
- 2006: Dalmarnock – Re-Release with many remixes at Black Rain
- 2009: Anonymous - Black Rain
- 2011: Diaspora - Black Rain

### EPs
- 1996: Creutzfeld E.P. – EP at KM-MUSIK
- 2006: Creutzfeld E.P. – Re-Release of the EP with many remixes at Black Rain
- 2008: SCIENTific technOLOGY E.P. - EP at Black Rain

### Remixes & Outras aparições
- 2006: In Sedens – Remix for Grandchaos – God Is Dead (Tyske Ludder Remix) (3:49) – Deathkon Media
- 2007: Methods To Madness – Remix for – Brain Leisure – Defect (Tyske Ludder Remix) (5:15) – Vendetta Music
- 2007: When Angels Die – Remix for E-Craft – FunnyStuff & Violence (BrutallyComeFirstRmx) (4:06) – COP International
- 2008: Blasphemous Radicals E.P. – Remix for Nurzery (Rhymes) – My Babylon (Tyske Ludder Remix) (3:51) – COP International

### Compilações
- Demo Compilation Vol. 3 (CD, Maxi) – A.I.D.S. – KM-Musik, Sounds Of Delight
- 1993: Art & Dance 4 (CD) – Zu Viel, Barthalomäus – Gothic Arts Records / Lost Paradise
- 1993: Take Off Music Volume 1 (CD) – Energie – KM-Musik
- 1994: Demo Compilation Vol. 1 (CD, Maxi) – Wie Der Stahl Gehärtet – KM-Musik, Sounds Of Delight
- 1995: An Ideal For Living 2 (CD, Ltd) – Blutrausch – Gothic Arts Records / Lost Paradise
- 1998: Electrocity Level X (CD) – Monotonie (SutterCaine Remix) – Ausfahrt
- 1999: Wellenreiter In Schwarz Vol. 3 (2 CD) – Grelle Farben – Credo, Nova Tekk
- 2005: Bodybeats (CD) – Innenraum (Sutter Cain Remix) – COP International
- 2006: Hymns Of Steel (CD) – Betrayal (Alloyed Steel Remix) – Machineries Of Joy
- 2006: Interbreeding VIII: Elements Of Violence (2 CD) – Betrayal – (Wertstahl US...) BLC Productions
- 2006: Orkus Compilation 16 (CD, Sampler, Enh) – Canossa – Orkus
- 2007: A Compilation 2 (2 CD) – Canossa – Black Rain
- 2007: Dark Visions 2 (DVD, PAL) – Canossa – Zillo
- 2007: ElektroStat 2007 (CD) – Bionic Impression  Oslo Synthfestival
- 2008: Zillo – New Signs & Sounds (CD) – Thetanen (Cruise-Up-Your-Ass-Edit by nurzery [rhymes]) – Zillo
- 2008: A Compilation 3 (2 CD) – Thetanen – Black Rain
- 2009: 12. Elektrisch Festival - Wie der Stahl gehärtet wurde (live),Khaled Aker (live) - Black A$
- 2009: Extreme Lustlieder 3 (CD) - Bastard
- 2009: Black Snow - Fairytale of the North - Black Rain